# Ґрабово (Славенський повіт)
Ґрабово (пол. Grabowo) — село в Польщі, у гміні Малехово Славенського повіту Західнопоморського воєводства.
Населення — 129 осіб (2011).
У 1975-1998 роках село належало до Кошалінського воєводства.

## Демографія
Демографічна структура станом на 31 березня 2011 року:
|          | Загалом | Допрацездатний вік | Працездатний вік | Постпрацездатний вік |
| -------- | ------- | ------------------ | ---------------- | -------------------- |
| Чоловіки | 64      | 13                 | 43               | 8                    |
| Жінки    | 65      | 15                 | 32               | 18                   |
| Разом    | 129     | 28                 | 75               | 26                   |